# Моравцова, Яна
Яна Моравцова (чеш. Jana Moravcová; 8 мая 1937, с. Чернчице (ныне район Лоуни Устецкого края Чешской Республики) — чешская писательница, поэтесса, переводчица

, журналистка, редактор. Доктор наук (с 1967).

## Биография
Родилась в семье рабочего железной дороги. В 1952—1954 училась в Теплицкой педагогической школе. Затем, до 1959 изучала русскую филологию в Пражском университете, защитила диссертацию по теме переводов стихов В. В. Маяковского. В 1967 стала доктором философии.
С сентября 1961 по сентябрь 1963 года работала редактором в издательстве Svět sovětů, с 1968 — Lidové nakladatelství (Народное издательство). Затем с мужем, русистом Богумилом Нейманом до 1970-х годов преподавала славянские языки на Кубе (Гавана, Санта-Клара) .
С 1972 до 1990 года — заместитель главного редактора издательства чехословацких писателей, в 1990—1991 начальник отдела пропаганды. Затем, до 1996 — главный редактор издательства художественной литературы ассоциации писателей детективной и приключенческой литературы — Adéla.
Живёт в Праге.

## Творчество
Дебютировала в 1947 году. Автор психологических романов, повестей и рассказов, поэзии, книг для детей, статей в прессе и переводов с русского (С. Есенин, К. Симонов, В. Высоцкий) и испанского языков. Ей принадлежит ряд комиксов, книг в жанре научной фантастики, психологических триллеров, детективных и криминальных произведений.
Сотрудничает с Чешским радио.

## Избранные произведения

### Проза
- Повесть о Священном озере (1976),
- Сад камней (1977),
- Цикады (1980)
- Самый быстрый гепард (1983),
- Тринадцать оттенков любви

### Книги для детей
- Озорной дельфин (1969)
- Морские сказки (1970)
- Сказки Серебряного дельфина (1973)
- Сказки для всех времён года (1976)
- Натюрморт с Цитадели (1978)
- Сокровища Христофора Колумба (1987)
- Отдых с Моникой (1994)
- Голубая мечта Евы (1981)

### Сборники стихов
- Весёлый год (1970)
- Рождество (1976)
- Я пришёл с моря (1977)
- Моменты головокружения (1985)
- Добрый дождь (1988)

Подготовила к публикации четыре тома поэзии.

### Сборники научно-фантастических рассказов
- Клуб непогрешимых (1973)
- Месяц замечательного безумия (1975),
- Клуб ошибающихся (1983)
- Ворота взаимопонимания (1985)
- Время вечности (1989)
- У страха длинные ноги (1991)

### Детективы
- У страха длинные ноги: Истории для тех, кто хочет испугаться (сборник рассказов, 1991)
- Скандал с мышьяком (сборник рассказов)
- Заговор мёртвых душ
- Рассказы известного детектива (сборник рассказов)
- Страх не ходит в горах
- Убийство в курортном городе Лугачовице (2004)
- Смерть не носит очки (2005)